# Topolśke
Topolśke (ukr. Топольське) – wieś na Ukrainie, w obwodzie charkowskim, w rejonie iziumskim. W 2001 liczyła 211 mieszkańców.